# 平賀大地
平賀 大地（ひらが だいち、1985年1月25日 - ）は株式会社KAIKETSUの創業者。現在は株式会社CARTA ZEROの&Social局 局長 SNS統括を務める。

## 経歴
1985年1月25日にオーストラリアで生まれる。その後は大宮で育ち、1997年に早稲田実業中学部入学、2000年の早稲田実業高等部入学を経て、2003年に早稲田大学第一文学部に入学。卒業後は株式会社オプトに入社。2009年に小学校時代の友人と株式会社KAIKETSUを創業。また、東京ガールズコレクションのSNS実行メンバーや早稲田大学ベンチャー稲門会初代事務局／法人担当を務め、インフルエンサー協会の立ち上げメンバーでもある。

### 株式会社KAIKETSU
小学校時代の友人と創業。インフルエンサーという言葉がない時代にインフルエンサーマーケティングを提唱し、アメーバブログ、クルーズブログのインフルエンサーを企業に提供。その後、時代の変遷とともにインフルエンサーとの関係を構築し、X（旧Twitter）、Instagram、YouTube、TikTokと企業に対して提供媒体を増やしてきた。2020年に株式会社VOYAGEGROUPから出資を得て連結子会社化、2022年に株式会社CARTA HOLDINGSにより完全子会社化した 。KAIKETSU創業時には1人1人がメディアになる時代を見据え、ソーシャルメディア領域に注目。インフルエンサー発掘から始まり、北は北海道、南は沖縄まで総勢3500人を超える全国のインフルエンサーや、学生たちに会いに行った。

### ＆Social
株式会社CARTA ZERO内にある平賀が局長を務めている部署。「すべてのビジネスに＆Social」を掲げ、PR・広告領域でコミュニケーション戦略から実務実行、効果検証・PDCAまで一貫してサポートしている。 SNS領域を中心としているものの、それにとどまらず、マーケティング全体の支援や効果検証・分析に強みがある。またIPの発掘、育成、M&Aなども積極的に行う。

### 早稲田大学「Life Redesign College」での講義
2023年、2024年、2025年には出身校である早稲田大学の「Life Redesign College」で、授業を受け持った。
全7回の講義内容は以下の通り
1. じぶんが発信したいテーマを考えてみよう
2. 現代メディア概論を学ぶ　〜SNS（ヒトメディア）の概要を理解することから始まる〜
3. SNS（ヒトメディア）の仕組みを学ぶ　〜生態系と習性を知る〜
4. 1人でも多くの人に共感されるために、発信する情報を考える　 〜とりあえず生ビール、の時代から変化した現代〜
5. 現代メディアの視聴者であるフォロワーについて
6. 現代メディアにおいて熱量高いファンがなにを生み出すか
7. 総括　現代メディアを通じてこれからを考える

SNSの歴史を紐解き、現代メディアを通じた未来に目を向ける内容となった本講義は回を重ねるにつれ、受講者のSNSへの興味・関心を生むものとなった。

### 大正大学でのSNS講義
豊島区に位置する大正大学にて、情報表現技術という授業内で2025年6月～7月に全7日間のSNS講義を実施。講師として大正大学教授であり元電通社員の平石洋介、平賀大地、そして同会社の島田嶺が登壇。
授業のコンセプトは「楽しく　柔軟　みんなで考える　2つの立場からの視点」。
平賀は主に
1. 情報とは何かを考える
2. SNSの変遷について
3. SNSにおける同調理論
4. バズ発生のメカニズム理論
5. ディープフェイク、フェイクニュースについて

などに関する講義をおこなった。

## 人物
趣味・特技 - 自動車と小説が好き。自動車遍歴は180SX、86、アリスト、カイエン、ヤリス、マカン。小説は町田廉、村上龍などロックな小説家に影響を受ける。愛読書は「カフカの変身」「昭和歌謡大全集」。

## メディア・講演会出演
- 2023年11月、「MarkeZine（マーケジン）」[7] [8]
- 2023年12月、「マーケティング事例研究会～インフルエンサー完全攻略vol.2 in 岩手〜」[9]
- 2023年12月、「MarkeZine（マーケジン）」[10]
- 2024年1月、「ラファエル倶楽部チャンネル」[11]